# Puwanai Sangwan
Puwanai Sangwan (tiếng Thái: ภูวนัย แสงวรรณ์, phiên âm: Phu-va-nai Xen-van, sinh ngày 26 tháng 10 năm 1995) là một nam diễn viên người Thái Lan.

## Các phim tham gia

### Phim truyền hình
| Năm        | Phim                         | Vai       | Ghi chú          | Đài              | Nguồn |
| ---------- | ---------------------------- | --------- | ---------------- | ---------------- | ----- |
| 2018       | What The Duck The Series     | Pop       | Vai chính        | Line TV          |       |
| 2019       | What The Duck: Final Call    | Pop       | Vai chính        | Line TV          | [ 3 ] |
| 2020       | Turn Left Turn Right         | Dew       | Khách mời, tập 5 | GMM 25           |       |
| 2020       | Puppy Love                   | Ten       | Vai chính        | LINE TV          |       |
| 2021       | 7 Project                    | Tan       | Khách mời, tập 1 | iQiyi            |       |
| 2022       | That's My Candy              | Bank      | Vai phụ          | LINE TV          |       |
| 2022       | My Only 12%                  | Sand      | Vai phụ          | iQIYI            |       |
| 2022       | Ai Long Nhai                 | Khách mời |                  | Channel 3, iQiyi |       |
| 2022       | Between Us                   | Wan       | Vai phụ          | GMM One, iQiyi   | [ 4 ] |
| Chưa chiếu | War of High School 2: Reborn | Peem      | Vai chính        | LINE TV          |       |
| Chưa chiếu | Emergency Love               | Ice       | Vai chính        |                  |       |

### Chương trình thực tế
| Năm  | Tên chương trình | Vai trò   | Đài     | Ghi chú | Nguồn |
| ---- | ---------------- | --------- | ------- | ------- | ----- |
| 2022 | Sound Check 2022 | Khách mời | GMM One | Tập 168 | [ 5 ] |